# Bellerive Acres
Bellerive Acres (do 2015 Bellerive) – wieś w Stanach Zjednoczonych, w stanie Missouri, w hrabstwie St. Louis.